# Bella Block: Liebestod
Liebestod ist ein deutscher Fernsehfilm von Max Färberböck aus dem Jahr 1995. Es handelt sich um den zweiten Filmbeitrag der ZDF-Kriminalfilmreihe Bella Block mit Hannelore Hoger in der Titelrolle.

## Handlung
Als Bella Block mit der jungen Lissi Petersen von ihrer Urlaubsreise heimkehrt, geht sie ins Polizeipräsidium, um dort ihren Kollegen und Freund Michael Beyer zu treffen, der gerade den Todesfalls Mechthild Schüler bearbeitet. Schüler ist anscheinend bei einem Haushaltsunfall ums Leben gekommen. Doch als ein junger Polizist Beweise im Haus sammeln will, wird dieser überfallen. Für Block und Beyer ist nun klar, dass es Mord und kein Unfall war. Bella sieht Parallelen zu einem Fall vor drei Jahren. Seinerzeit wurde der Ehemann für den Mord an seiner Frau verurteilt. Seine Hinweise auf einen Unbekannten, mit dem sich seine Frau getroffen hätte, wurden nur als eine Schutzbehauptung angesehen.
Michael Beyer recherchiert im Umfeld des neuen Opfers und versucht deren Herrenbekanntschaften der letzten Zeit herauszufinden. Vieles spricht dafür, dass hier der Täter zu finden ist. Bella Block geht ihrer Intuition nach, dass der alte Fall und dieser zusammenhängen und dass hier ein Heiratsschwindler am Werk ist. Sie hat auch schon einen Verdacht und kontaktiert ihren „Kandidaten“, indem sie sich als „einsamer Single“ ausgibt und sich mit Hans Koenig zum Essen verabredet. Anschließend geht sie mit ihm in seine Wohnung und während er in der Küche Kaffee kocht, durchsucht sie heimlich seine Sachen. Nur mit Mühe kann sie verhindern, dass Koenig sie ertappt. Sie ahnt nicht, dass er sie durchschaut hat und als sie ihn festnehmen will, ist er bereits untergetaucht. In seiner Wohnung fällt der Kommissarin ein Gymnastikband auf und so führt die Spur zu dem Krankenpfleger und Physiotherapeuten Walter Hecke. Sehr wahrscheinlich arbeiten beide zusammen und während Hecke bei seinen Kundinnen herausfindet welche Frauen vermögend sind, übernimmt Koenig die Rolle des einfühlsamen Liebhabers. Um Hecke aus der Reserve zu locken fingieren die Ermittler einen Erpressungsversuch gegen ihn. Der Plan gelingt und er verrät sich, doch kann auch er fliehen. Dabei ist den Ermittlern fast entgangen, dass es einen weiteren Mittäter gibt: Heckes Chefin Franziska Schmahl, die Betreiberin der Physiotherapiepraxis, in der er arbeitet. Als sie bemerkt, dass die Polizei ihm auf die Spur gekommen ist und auch ihr die Entlarvung droht, vergiftet sie Hecke kurzerhand. Doch kann sie Bella nicht täuschen, die Kommissarin durchschaut sie und findet den toten Hecke in Schmahls Wohnung. Ihr ist klar, dass Franziska Schmahl der „Kopf der Bande“ ist und sie Hecke und Koenig für ihre Zwecke eingespannt hatte. Als Schmahl festgenommen werden soll, begeht sie Selbstmord.
Hans Koenigs Wagen wird in Saarbrücken aufgefunden, sodass vermutet wird, dass sich der Flüchtige nach Luxemburg abgesetzt hat.

## Hintergrund
Der Film wurde in Hamburg gedreht und am 18. November 1995 um 20:15 Uhr im ZDF erstausgestrahlt.

## Kritik
„Auf der Jagd nach einem mörderischen Heiratsschwindler treibt Bella mit einem Verdächtigen (Ralf Schermuly) ein gemeines Liebesspiel: Der Betrüger verliert an sie sein Herz, die berechnende Kommissarin die Ehre. Wie Schermuly und Hoger die Schachpartie der Erotik von Menschen gesetzten Alters in einer langen Szene vorführen, das ist meisterhaft – eine kunstvolle Gavotte von Sich-Öffnen und -Verschließen, von Sehnsucht nach Nähe und ängstlicher Wahrung der Fassade. Mit geschliffenen Dialogen und genauer Schauspielerführung bringt Färberböck die Kultur des Theaters auf den Schirm. Getrübt wird der Eindruck durch die überkomplizierte Mördersuche: Zuviel Krimi essen Seele auf.“
TV Spielfilm sah in dem Film „kinoreife Bilder und lebensnahe Figuren“. „Autor und Regisseur Max Färberböck (‘Aimée & Jaguar’) nannte seine wendungsreiche, brillante Story ein ‘Melodram im Säurebad’. Selbst Randfiguren sind Menschen aus Fleisch und Blut: Jenseits aller Klischees sind sie getrieben von der Suche nach ein bißchen Glück.“

## Auszeichnungen
Hannelore Hoger erhielt für Liebestod den Grimme-Preis in Gold und Regisseur Max Färberböck den Telestar.